# Mein intersexuelles Kind
Mein intersexuelles Kind. weiblich männlich fließend (2013) ist ein Sachbuch von Clara Morgen. Darin wird an Beispielen geschildert, wie Ärzte und die Gesellschaft mit intersexuellen Kindern umgehen. Das Buch ist ein Plädoyer für eine Vielfalt von mehr als zwei Geschlechtern. Einer der Experten fordert, dass es Ärzten verboten wird, die Genitalien eines intersexuellen Kindes zu operieren, um es zu einem Mädchen oder einem Jungen zu machen. - Acht Jahre später, am 25. März 2021, wurde in Deutschland ein Gesetzentwurf, der ein generelles Operationsverbot bei nicht einwilligungsfähigen Kindern mit Varianten der Geschlechtsentwicklung vorsieht, im Wesentlichen unverändert im Bundestag verabschiedet. Das Gesetz trat am 22. Mai 2021 in Kraft.
Das Buch berichtet, dass Kinder, deren Genitalien operiert wurden, sich später als Opfer einer Genitalverstümmelung sähen (Intersex Genital Mutilation, IGM). Von Ärzten werde eine solche Operation verschleiernd als Behebung eines Makels bezeichnet, so der Kinderarzt Jörg Woweries, den das Thema nicht mehr loslässt, seit er in Rente ist. Er habe sich gefragt, was eigentlich aus den Kindern geworden sei, und es habe ihn gewundert, dass es „praktisch überhaupt keine Berichte oder Nachuntersuchungen gab.“ Woweries gibt zu bedenken: „An Operationen lässt sich auch verdienen, diesen Aspekt sollte man nicht vergessen.“

## Inhalt
Das erste Kapitel, „Franzi“, besteht aus einem Vorwort und sechs Abschnitten, die dem jeweiligen Lebensalter von Franzi entlang erzählt werden. In Franzis erstem Lebensjahr werden die Anzeichen für die Intersexualität mit folgenden Worten beschrieben: »Penis nicht darstellbar«. Die Zeit, in der Franzi 4–12 Jahre alt ist, steht unter dem Motto »Bloß nicht die Wahrheit sagen«. Dies betrifft insbesondere die Situationen im Kinderladen und später in der Schule. Es wird allerdings auch dargestellt, dass Franzis Mutter Wege findet, das Tabu Vertrauten gegenüber zu heben, wenn sich eine passende Situation ergibt. Ein weiteres Zitat aus dem Abschnitt, als Franzi 12 Jahre alt ist, drückt sehr sarkastisch den Schmerz über die frühe Operation aus: »Vielen Dank für die Kastration«. Zum Lebensalter von 13 bis 18 Jahren schildert die Mutter: „»Unter Hitler wäre ich doch umgebracht worden.« Diesen Satz warf mir Franzi an den Kopf, als sie etwa fünfzehnjährig vom Internat nach Hause kam. In der Schule hatten sie gerade die Nazizeit durchgenommen und ein nahe gelegenes Konzentrationslager besucht. Ich war erschrocken, ratlos und völlig unvorbereitet auf eine solche Aussage.“ Eine erste öffentliche Bekenntnis zur Intersexualität wird aus der Zeit berichtet, als Franzi 20 Jahre alt ist. In dieser Szene schauen Franzi und Franzis Mutter bei der Berlinale zusammen den Film Tintenfischalarm an, „Im Saal sitzen viele aus der Queer-Szene.“ Bei dem anschließenden Gespräch mit dem Hauptdarsteller Alex steht Franzi im Publikum auf und sagt »Ich bin auch eine von denen, ich bin auch intersexuell.« Die Mutter resümiert: „Mein Kind selbst hat den ersten Schritt getan, ist aus dem Dunkel des Schweigens, der Sprachlosigkeit getreten“ und ergänzt: „raus aus dem Verschweigen, dem Überspielen, der Heimlichkeit, dem Herumdrucksen.“ Dann erzählt die Mutter von einem Treffen der XY-Elterninitiative, an der Ostsee am 21. Oktober 2012, das Motto dieses Abschnitts lautet: »Sie sehen aus wie Mädchen und spielen wie Jungs«. In ihrem Epilog erwähnt sie eine Intersexuelle, die 1838 geboren wurde und sich mit 30 Jahren das Leben nahm und schreibt: „Nie wieder soll es einem Intersexuellen so gehen wie Herculine Barbin“.
Im zweiten Kapitel folgen Gespräche mit Erwachsenen im mittleren Alter: mit Klara, 36 Jahre alt, die berichtet: »Zeitweise hab ich wie ein Monster gefühlt«. Jeroen, 41 Jahre alt, berichtet von den Fragen Dritter: »Was biste denn nun, Junge oder Mädchen?«. Eine weitere Mutter eines intersexuellen Kindes, die 46 Jahre alt ist, wird folgendermaßen zitiert: »Ein Schweigegebot hätte mich umgebracht!«. Das vierte Gespräch führt die Autorin mit Simon, der 45 Jahre alt ist und sagt: »Grenzüberschreitung scheint mein Lebensthema zu sein«.
Im Dritten Kapitel kommen Positionen einzelner Experten zur Sprache. Es besteht aus Interviews mit Claudia Kittel, National Coalition Deutschland; Heinz-Jürgen Voß, Biologe; Arn Sauer, TransInterQueer; Jörg Woweries, Kinderarzt im Ruhestand; Michael Wunder, Psychotherapeut.
Der letzte Teil des Buches besteht aus einem detaillierten Glossar mit dem Titel »Was ich schon immer über Intersexualität wissen wollte« und aus Hinweisen auf Bücher, Filme und Fernsehsendungen.

## Meinungen zum Buch
In ihrer Rezension für den TV-Kanal arte begrüßt Catherine Marie Degrace das Buch als Versuch, ein Tabu zu heben. Bodo Niendel vertritt die Auffassung, dass dieses Buch im Herbst 2013 zum richtigen Zeitpunkt erschienen sei. Auch sei es dringend notwendig, denn Ärzte führten weiterhin Operationen an Kleinkindern durch, weil die Lehrmeinung laute, dass es für das Kind besser sei, wenn ein Geschlecht so früh wie möglich hergestellt werde. Niedel würdigt das Buch als ein beeindruckendes Plädoyer gegen ein Denken in nur zwei Geschlechtern und meint, dass es allen helfen kann, das starre Männlich/Weiblich-Schema in den Köpfen in Frage zu stellen. Besonders schockierend sei die bis heute gängige Praxis, die Zweideutigkeit möglichst schnell wegzuoperieren, es sei also ein im besten Sinne aufklärendes Buch, so die Rezension in der ZDF-Sendung Aspekte am 16. November 2013. Luzia Braun und Dunja Stamer gelangen zu dem Schluss, dass es an der Zeit sei, die vielen Formen dazwischen zu akzeptieren.

## Anlass
Anlass des Buches war das Statement und der anschließende Weinkrampf einer intersexuellen Erwachsenen im Sommer 2011 bei einem Hearing des deutschen Ethikrats in Berlin, bei dem die Autorin im Publikum anwesend war: „Niemand kann sich in unsere Lage versetzen. Niemand kann verstehen, was wir fühlen. Wir sind völlig alleingelassen“. Diese Szene habe sie mitten ins Herz getroffen. Im Vorwort des Buches heißt es weiter, dass es sich um einen Versuch handele, sich mit dem Aufschreiben der eigenen Empfindungen als Mutter an folgende Fragen heranzutasten: „Wie aber empfinden intersexuelle Menschen sich selbst? Wie verhält sich die Gesellschaft ihnen gegenüber? Kann man überhaupt solchen komplexen Fragen und Themen gerecht werden?“ Es trägt die Widmung „Für M. und K.“, der Name Clara Morgen ist ein Pseudonym.
In westlichen Kinderkliniken werden seit 1950 systematisch Intersex-Genitalverstümmelungen (IGMs) durchgeführt. Mit IGM sind kosmetische „Korrektur-Operationen“ und Kastrationen an Kindern mit „atypischen Genitalien“ gemeint.

## Rezensionen
- Bodo Niendel: Appell gegen geschlechtsnormierende Operationen. "Mein intersexuelles Kind". auf: queer.de, 16. Oktober 2013, zuvor in Jungle World, 9. September 2013.
- Fabienne Rzitki: Das dritte Geschlecht Mann, Frau, Zwitter – „Unter Hitler wäre ich ins KZ gekommen“. auf: focus-online, 1. November 2013
- Catherine Marie Degrace: Intersexualität: Der Versuch ein Tabu zu heben. auf: videos.arte.tv (ARTE-TV, Journal), 1. November 2013
- Luzia Braun, Dunja Stamer: Neue Rechte für Intersexuelle? Intersexuelle haben erstmals einen Platz im deutschen Gesetzbuch: Bei der Geburt ist der Eintrag zum Geschlecht wegzulassen. Ein Fortschritt? auf: ZDF, Sendung in Aspekte, 6 Minuten, 16. November 2013

## Ausgaben
- Clara Morgen: Mein intersexuelles Kind. weiblich männlich fließend (Mit Unterstützung der Antidiskriminierungsstelle des Bundes [Deutschland]). Transit Buchverlag, Berlin 2013. (Inhaltsverzeichnis)
  - Hardcover, ISBN 978-3-88747-292-4.
  - E-Book, ISBN 978-3-88747-298-6.